# Notação em probabilidade e estatística
Probabilidade e Estatística têm algumas convenções comumente usadas em favor de normatizar a notação matemática e símbolos matemáticos.

## Probabilidade
- Variáveis aleatórias são comumente escritas em letras maiúsculas. Por exemplo, {\displaystyle X}, {\displaystyle Y}, {\displaystyle Z} etc.
- Resultados particulares de uma variável aleatória são escritos na letra minúscula correspondente. Por exemplo, {\displaystyle x_{1}}, {\displaystyle x_{2}}, ...,  {\displaystyle x_{n}} poderia ser uma amostra correspondente a variável aleatória {\displaystyle X} e a probabilidade cumulativa é formalmente escrita {\displaystyle P(X>x)} para diferenciar variável aleatória de resultado.
- A probabilidade é algumas vezes escrita {\displaystyle \mathbb {P} } para distingui-la de outras funções e medidas {\displaystyle P} e para evitar ter que definir "{\displaystyle P} é uma probabilidade". {\displaystyle \mathbb {P} (A)} é a abreviação de {\displaystyle P(\{\omega :X(\omega )\in A\})}, onde {\displaystyle \omega } é um evento e {\displaystyle X(\omega )} uma variável aleatória correspondente.
- {\displaystyle \mathbb {P} (A\cap B)} ou {\displaystyle \mathbb {P} [A\cap B]} indicam a probabilidade dos eventos A e B ocorrerem concomitantemente.
- {\displaystyle \mathbb {P} (A\cup B)} ou {\displaystyle \mathbb {P} [A\cup B]} indicam a probabilidade de ou o evento A ou o evento B ocorrerem ("ou" nesse caso significa um ou o outro ou os dois).
- σ-álgebras são usualmente escritas com letras de mão maiúsculas. Por exemplo, {\displaystyle {\mathcal {F}}} para o conjunto de conjuntos em que nós definimos a probabilidade {\displaystyle P}.
- Funções densidade de probabilidade (f.d.p.) e funções massa de probabilidade são denotadas por letras minúsculas. Por exemplo, {\displaystyle f(x)}, {\displaystyle g(x)} etc.
- Funções de distribuição acumulada (f.d.a.) são denotadas por letras maiúsculas. Por exemplo, {\displaystyle F(x)}, {\displaystyle G(x)} etc.
- Funções de sobrevivência ou funções de distribuição acumulada complementares são frequentemente denotadas colocando uma barra acima da letra da função. Por exemplo, {\displaystyle {\overline {F}}(x)=1-F(x)}
- Em particular, a f.d.p. para a distribuição normal padrão é denotada por {\displaystyle \varphi (z)} e sua f.d.a. por {\displaystyle \Phi (z)}.
- Alguns operadores comuns:
  - {\displaystyle E[X]}: valor esperado de {\displaystyle X}
  - {\displaystyle Var[X]}: variância de {\displaystyle X}
  - {\displaystyle Cov[X,Y]}: covariância entre {\displaystyle X} e {\displaystyle Y}
- {\displaystyle X} é independente de {\displaystyle Y} é frequentemente escrito {\displaystyle X\perp Y} ou {\displaystyle X\perp \!\!\!\perp Y}, e {\displaystyle X} é independente de {\displaystyle Y} dado {\displaystyle W} é frequentemente escrito {\displaystyle X\perp \!\!\!\perp Y\,|\,W} ou {\displaystyle X\perp Y\,|\,W}
- {\displaystyle \textstyle P(A\mid B)}, a probabilidade a posteriori, é a probabilidade de {\displaystyle \textstyle A} dado {\displaystyle \textstyle B}, isto é, {\displaystyle \textstyle A} depois {\displaystyle \textstyle B} é observada.

## Estatística
- Letras gregas (por exemplo, θ, β etc) são comumente usadas para denotar parâmetros desconhecidos (parâmetros populacionais).
- O símbolo ~ (til) denota "tem a distribuição de probabilidade de". Por exemplo, {\displaystyle X} ~ {\displaystyle N(0,1)}.
- Colocando um acento circunflexo em cima de um parâmetro denota um estimador desse parâmetro. Por exemplo, {\displaystyle {\widehat {\theta }}} é um estimador para {\displaystyle \theta }.
- A média aritmética de uma série de valores {\displaystyle x_{1}}, {\displaystyle x_{2}}, ...,  {\displaystyle x_{n}} é frequentemente denotada colocando uma barra acima da letra. Por exemplo, {\displaystyle {\bar {x}}}, pronunciado como "xis barra".
- Alguns símbolos comumente usados para amostras são dados abaixo:
  - A média amostral: {\displaystyle {\bar {x}}},
  - A variância amostral: {\displaystyle s^{2}},
  - O desvio padrão amostral: {\displaystyle s},
  - O coeficiente de correlação amostral: {\displaystyle r},
  - O cumulante amostral: {\displaystyle k_{r}}.
- Alguns símbolos comumente usados para parâmetros populacionais são dados abaixo:
  - A média da população: {\displaystyle \mu },
  - A variância da população: {\displaystyle \sigma ^{2}},
  - O desvio padrão da população: {\displaystyle \sigma },
  - A correlação da população: {\displaystyle \rho },
  - O cumulante da população: {\displaystyle \kappa _{r}}.

## Valores críticos
O valor crítico {\displaystyle \alpha } de uma distribuição de probabilidade é o valor excedente com probabilidade {\displaystyle \alpha }, isto é, o valor {\displaystyle x_{\alpha }} tal que {\displaystyle F(x_{\alpha })=1-\alpha }, onde {\displaystyle F} é a função distribuição de probabilidade cumulativa. Existem notações padrões para valores críticos de algumas distribuições comuns em estatística:
- {\displaystyle z_{\alpha }} ou {\displaystyle z(\alpha )} para a distribuição normal padrão.
- {\displaystyle t_{\alpha }} ou {\displaystyle t(\alpha )} para a distribuição t-Student com {\displaystyle v} graus de liberdade.
- {\displaystyle {\chi _{\alpha ,\nu }}^{2}} ou {\displaystyle {\chi }^{2}(\alpha ,\nu )} para a distribuição qui-quadrado com {\displaystyle v} graus de liberdade.
- {\displaystyle F_{\alpha ,\nu _{1},\nu _{2}}} or {\displaystyle F(\alpha ,v_{1},v_{2})} para a distribuição F com {\displaystyle v_{1}} e {\displaystyle v_{2}} graus de liberdade.

## Álgebra Linear
- Matrizes são usualmente denotadas por uma letra maiúscula em negrito. Por exemplo, A.
- Vetores coluna são usualmente denotados por uma letra minúscula. Por exemplo, x.
- O operador transposto é denotado por um T sobrescrito (por exemplo, AT) ou um apóstrofo (por exemplo, A′).
- Um vetor linha é escrito como o transposto de um vetor coluna. Por exemplo, xT ou x′.

## Abreviações
Abreviações comuns incluem:
- f.d.a. função distribuição acumulada
- f.m.a. função massa de probabilidade
- g.l. graus de liberdade (também {\displaystyle \nu })
- i.i.d. independente e identicamente distribuída.
- f.d.p. função densidade de probabilidade
- f.m.p função massa de probabilidade
- v.a. variável aleatória